# Euro Hockey League 2014-2015
Navigation
2013-2014 2015-2016
L’Euro Hockey League 2014-2015 est la 8e édition de l'Euro Hockey League. Elle oppose les 24 meilleures équipes européennes.

## Déroulement du Tournoi
La compétition se déroule en deux phases. Lors de la première phase, les douze équipes les moins bien classés sont réparties dans quatre groupes. Les douze autres équipes sont qualifiées pour les huitièmes de finale (KO 16).
- Une victoire rapporte 5 points
- Un nul 2 points
- Une défaite par 2 buts ou moins d'écart 1 point
- Une défaite par plus de 2 buts d'écart 0 point

À partir des huitièmes de finale, la compétition devient une compétition à élimination directe.

## Équipes
Pour la Saison 2014/2015
Les pays placés parmi les quatre premiers du classement européen peuvent engager trois équipes :
- Pays-Bas : Oranje Zwart, HC Bloemendaal et SV Kampong
- Allemagne : UHC Hambourg, Rot-Weiss Köln et Harvestehuder THC (de)
- Belgique : Waterloo Ducks HC, KHC Dragons et Royal Daring
- Espagne : Atlètic Terrassa, Club Egara et Real Club de Polo

Ceux classés entre la cinquième et le huitième place peuvent engager deux équipes :
- Angleterre : East Grinstead Hockey Club (en) et Beeston Hockey Club (en)
- Russie : HC Dinamo Kazan (nl) et Dinamo-Stroitel (nl)
- France : Racing Club de France et Saint Germain HC
- Pologne : Grunwald Poznań (pl) et KS Pomorzanin Toruń (nl)

Ceux classés entre la 9e et la 12e place peuvent engager 1 équipe :
- Écosse : Kelburne HC (en)
- Autriche : SV Arminen (de)
- Irlande : Monkstown Hockey Club
- Italie : HC Bra (de)

## Phase de Poule
Les matchs ont lieu du 10 au 12 octobre 2014 à Barcelone (Espagne).

### Groupe A
| Pays | Équipes           | Score | Équipes           | Pays |
| ---- | ----------------- | ----- | ----------------- | ---- |
|      | East Grinstead HC | 4 - 3 | Dinamo-Stroitel   |      |
|      | SV Kampong        | 3 - 2 | East Grinstead HC |      |
|      | SV Kampong        | 7 - 1 | Dinamo-Stroitel   |      |

| Rang | Pays | Équipe            | Points | Joués | Gagnés | Nul | Perdu (écart ≤2 buts) | Perdus (écart >2 buts) | But Pour | But Contre | Différence |
| ---- | ---- | ----------------- | ------ | ----- | ------ | --- | --------------------- | ---------------------- | -------- | ---------- | ---------- |
| 1    |      | SV Kampong        | 10     | 2     | 2      | 0   | 0                     | 0                      | 10       | 3          | +7         |
| 2    |      | East Grinstead HC | 6      | 2     | 1      | 0   | 1                     | 0                      | 6        | 6          | +0         |
| 3    |      | Dinamo-Stroitel   | 1      | 2     | 0      | 0   | 1                     | 1                      | 4        | 11         | -7         |

### Groupe B
| Pays | Équipes      | Score | Équipes               | Pays |
| ---- | ------------ | ----- | --------------------- | ---- |
|      | Monkstown    | 1 - 2 | Racing Club de France |      |
|      | Royal Daring | 3 - 0 | Monkstown             |      |
|      | Royal Daring | 3 - 1 | Racing Club de France |      |

| Rang | Pays | Équipe                | Points | Joués | Gagnés | Nul | Perdu (écart ≤2 buts) | Perdus (écart >2 buts) | But Pour | But Contre | Différence |
| ---- | ---- | --------------------- | ------ | ----- | ------ | --- | --------------------- | ---------------------- | -------- | ---------- | ---------- |
| 1    |      | Royal Daring          | 10     | 2     | 2      | 0   | 0                     | 0                      | 6        | 1          | +5         |
| 2    |      | Racing Club de France | 6      | 2     | 1      | 0   | 1                     | 0                      | 3        | 4          | -1         |
| 3    |      | Monkstown             | 1      | 2     | 0      | 0   | 1                     | 1                      | 1        | 5          | -4         |

### Groupe C
| Pays | Équipes        | Score | Équipes         | Pays |
| ---- | -------------- | ----- | --------------- | ---- |
|      | HC Bra         | 2 - 3 | Poznań Grunwald |      |
|      | Rot-Weiss Köln | 5 - 0 | Poznań Grunwald |      |
|      | Rot-Weiss Köln | 9 - 0 | HC Bra          |      |

| Rang | Pays | Équipe          | Points | Joués | Gagnés | Nul | Perdu (écart ≤2 buts) | Perdus (écart >2 buts) | But Pour | But Contre | Différence |
| ---- | ---- | --------------- | ------ | ----- | ------ | --- | --------------------- | ---------------------- | -------- | ---------- | ---------- |
| 1    |      | Rot-Weiss Köln  | 10     | 2     | 2      | 0   | 0                     | 0                      | 14       | 0          | +14        |
| 2    |      | Poznań Grunwald | 5      | 2     | 1      | 0   | 0                     | 1                      | 3        | 7          | -4         |
| 3    |      | HC Bra          | 1      | 2     | 0      | 0   | 1                     | 1                      | 2        | 12         | -10        |

### Groupe D
| Pays | Équipes          | Score | Équipes     | Pays |
| ---- | ---------------- | ----- | ----------- | ---- |
|      | Kelburne HC      | 2 - 5 | SV Arminen  |      |
|      | Atletic Terrassa | 2 - 2 | SV Arminen  |      |
|      | Atletic Terrassa | 4 - 1 | Kelburne HC |      |

| Rang | Pays | Équipe           | Points | Joués | Gagnés | Nul | Perdu (écart ≤2 buts) | Perdus (écart >2 buts) | But Pour | But Contre | Différence |
| ---- | ---- | ---------------- | ------ | ----- | ------ | --- | --------------------- | ---------------------- | -------- | ---------- | ---------- |
| 1    |      | SV Arminen       | 7      | 2     | 1      | 1   | 0                     | 0                      | 7        | 4          | +3         |
| 2    |      | Atletic Terrassa | 7      | 2     | 1      | 1   | 0                     | 0                      | 6        | 3          | +3         |
| 3    |      | Kelburne HC      | 0      | 2     | 0      | 0   | 0                     | 2                      | 3        | 9          | -6         |

## Phase finale

### Qualifiés pour la Phase finale
| Groupe   | 1er du Groupe  |
| -------- | -------------- |
| Groupe A | SV Kampong     |
| Groupe B | Royal Daring   |
| Groupe C | Rot-Weiss Köln |
| Groupe D | SV Arminen     |

| Qualifiés d'office pour la Phase finale |
| --------------------------------------- |
| Oranje Zwart                            |
| Bloemendaal                             |
| UHC Hambourg                            |
| Harvestehuder THC                       |
| Waterloo Ducks HC                       |
| KHC Dragons                             |
| Club Egara                              |
| Real Club de Polo de Barcelona          |
| Beeston HC                              |
| Kazan Dinamo HC                         |
| Saint Germain HC                        |
| KS Pomorzanin Torun                     |

### Tableau final
|  | Huitièmes de finale            | Huitièmes de finale |              |                        | Quarts de finale       | Quarts de finale |   |  | Demi-finales   | Demi-finales   |  |  | Finale         | Finale         |
|  | Huitièmes de finale            | Huitièmes de finale |              |                        | Quarts de finale       | Quarts de finale |   |  | Demi-finales   | Demi-finales   |  |  | Finale         | Finale         |
|  |                                |                     |              |                        |                        |                  |   |  |                |                |  |  |                |                |
|  | 1er avril, 13h15               | 1er avril, 13h15    |              |                        | 4 avril, 16h45         | 4 avril, 16h45   |   |  | 5 avril, 12h00 | 5 avril, 12h00 |  |  | 6 avril, 15h00 | 6 avril, 15h00 |
|  | 1er avril, 13h15               | 1er avril, 13h15    |              |                        | 4 avril, 16h45         | 4 avril, 16h45   |   |  | 5 avril, 12h00 | 5 avril, 12h00 |  |  | 6 avril, 15h00 | 6 avril, 15h00 |
|  | Kazan Dinamo HC                | 0                   |              |                        | 4 avril, 16h45         | 4 avril, 16h45   |   |  | 5 avril, 12h00 | 5 avril, 12h00 |  |  | 6 avril, 15h00 | 6 avril, 15h00 |
|  | Kazan Dinamo HC                | 0                   |              |                        | 4 avril, 16h45         | 4 avril, 16h45   |   |  | 5 avril, 12h00 | 5 avril, 12h00 |  |  | 6 avril, 15h00 | 6 avril, 15h00 |
|  | UHC Hambourg                   | 1                   |              |                        | 4 avril, 16h45         | 4 avril, 16h45   |   |  | 5 avril, 12h00 | 5 avril, 12h00 |  |  | 6 avril, 15h00 | 6 avril, 15h00 |
|  | UHC Hambourg                   | 1                   | UHC Hambourg | 3                      |                        |                  |   |  | 5 avril, 12h00 | 5 avril, 12h00 |  |  | 6 avril, 15h00 | 6 avril, 15h00 |
|  | 2 avril, 17h45                 |                     | UHC Hambourg | 3                      |                        |                  |   |  | 5 avril, 12h00 | 5 avril, 12h00 |  |  | 6 avril, 15h00 | 6 avril, 15h00 |
|  |                                | SV Kampong          | 2            |                        |                        |                  |   |  | 5 avril, 12h00 | 5 avril, 12h00 |  |  | 6 avril, 15h00 | 6 avril, 15h00 |
|  | Waterloo Ducks HC              | SV Kampong          | 2            | 0                      |                        |                  |   |  | 5 avril, 12h00 | 5 avril, 12h00 |  |  | 6 avril, 15h00 | 6 avril, 15h00 |
|  | Waterloo Ducks HC              | 4 avril, 10h00      |              | 0                      |                        |                  |   |  | 5 avril, 12h00 | 5 avril, 12h00 |  |  | 6 avril, 15h00 | 6 avril, 15h00 |
|  | SV Kampong                     | 2                   |              |                        |                        |                  |   |  | 5 avril, 12h00 | 5 avril, 12h00 |  |  | 6 avril, 15h00 | 6 avril, 15h00 |
|  | SV Kampong                     | 2                   | UHC Hambourg | 2                      |                        |                  |   |  |                |                |  |  | 6 avril, 15h00 | 6 avril, 15h00 |
|  | 2 avril, 13h15                 |                     | UHC Hambourg | 2                      |                        |                  |   |  |                |                |  |  | 6 avril, 15h00 | 6 avril, 15h00 |
|  |                                | Royal Daring        | 0            |                        |                        |                  |   |  |                |                |  |  | 6 avril, 15h00 | 6 avril, 15h00 |
|  | Beeston HC                     | Royal Daring        | 0            | 2 (2)                  |                        |                  |   |  |                |                |  |  | 6 avril, 15h00 | 6 avril, 15h00 |
|  | Beeston HC                     | 5 avril, 15h00      |              | 2 (2)                  |                        |                  |   |  |                |                |  |  | 6 avril, 15h00 | 6 avril, 15h00 |
|  | Royal Daring                   | 2 (4)               |              |                        |                        |                  |   |  |                |                |  |  | 6 avril, 15h00 | 6 avril, 15h00 |
|  | Royal Daring                   | 2 (4)               | Royal Daring | 2 (5)                  |                        |                  |   |  |                |                |  |  | 6 avril, 15h00 | 6 avril, 15h00 |
|  | 2 avril, 11h00                 |                     | Royal Daring | 2 (5)                  |                        |                  |   |  |                |                |  |  | 6 avril, 15h00 | 6 avril, 15h00 |
|  |                                | Rot-Weiss Köln      | 2 (3)        |                        |                        |                  |   |  |                |                |  |  | 6 avril, 15h00 | 6 avril, 15h00 |
|  | Real Club de Polo de Barcelona | Rot-Weiss Köln      | 2 (3)        | 1                      |                        |                  |   |  |                |                |  |  | 6 avril, 15h00 | 6 avril, 15h00 |
|  | Real Club de Polo de Barcelona | 4 avril, 14h30      |              | 1                      |                        |                  |   |  |                |                |  |  | 6 avril, 15h00 | 6 avril, 15h00 |
|  | Rot-Weiss Köln                 | 2                   |              |                        |                        |                  |   |  |                |                |  |  | 6 avril, 15h00 | 6 avril, 15h00 |
|  | Rot-Weiss Köln                 | 2                   | UHC Hambourg | 1 (5)                  |                        |                  |   |  |                |                |  |  |                |                |
|  | 1er avril, 15h30               |                     | UHC Hambourg | 1 (5)                  |                        |                  |   |  |                |                |  |  |                |                |
|  |                                | Oranje Zwart        | 1 (6)        |                        |                        |                  |   |  |                |                |  |  |                |                |
|  | Harvestehuder THC              | Oranje Zwart        | 1 (6)        | 2                      |                        |                  |   |  |                |                |  |  |                |                |
|  | Harvestehuder THC              |                     |              | 2                      |                        |                  |   |  |                |                |  |  |                |                |
|  | KHC Dragons                    | 6                   |              |                        |                        |                  |   |  |                |                |  |  |                |                |
|  | KHC Dragons                    | 6                   | KHC Dragons  | 3                      |                        |                  |   |  |                |                |  |  |                |                |
|  | 1er avril, 17h45               |                     | KHC Dragons  | 3                      |                        |                  |   |  |                |                |  |  |                |                |
|  |                                | Bloemendaal         | 4            |                        |                        |                  |   |  |                |                |  |  |                |                |
|  | KS Pomorzanin Torun            | Bloemendaal         | 4            | 2                      |                        |                  |   |  |                |                |  |  |                |                |
|  | KS Pomorzanin Torun            | 4 avril, 12h15      |              | 2                      |                        |                  |   |  |                |                |  |  |                |                |
|  | Bloemendaal                    | 14                  |              |                        |                        |                  |   |  |                |                |  |  |                |                |
|  | Bloemendaal                    | 14                  | Bloemendaal  | 2 (4)                  |                        |                  |   |  |                |                |  |  |                |                |
|  | 2 avril, 15h30                 |                     | Bloemendaal  | 2 (4)                  |                        |                  |   |  |                |                |  |  |                |                |
|  |                                | Oranje Zwart        | 2 (5)        |                        |                        |                  |   |  |                |                |  |  |                |                |
|  | Oranje Zwart                   | Oranje Zwart        | 2 (5)        | 2                      |                        |                  |   |  |                |                |  |  |                |                |
|  | Oranje Zwart                   |                     |              | 2                      |                        |                  |   |  |                |                |  |  |                |                |
|  | SV Arminen                     | 0                   |              | Match pour la 3e place | Match pour la 3e place |                  |   |  |                |                |  |  |                |                |
|  | SV Arminen                     | 0                   | Oranje Zwart | Match pour la 3e place | Match pour la 3e place | 4                |   |  |                |                |  |  |                |                |
|  | 1er avril, 11h00               | 1er avril, 11h00    | Oranje Zwart | 6 avril, 12h00         | 6 avril, 12h00         | 4                |   |  |                |                |  |  |                |                |
|  | 1er avril, 11h00               | 1er avril, 11h00    |              | 6 avril, 12h00         | 6 avril, 12h00         | Club Egara       | 1 |  |                |                |  |  |                |                |
|  | Saint Germain HC               | 1 (4)               | Royal Daring | 0                      |                        | Club Egara       | 1 |  |                |                |  |  |                |                |
|  | Saint Germain HC               | 1 (4)               | Royal Daring | 0                      |                        |                  |   |  |                |                |  |  |                |                |
|  | Club Egara                     | 1 (5)               |              | Bloemendaal            | 1                      |                  |   |  |                |                |  |  |                |                |
|  | Club Egara                     | 1 (5)               |              | Bloemendaal            | 1                      |                  |   |  |                |                |  |  |                |                |

### Classement Final
| Place              | Équipe                         | Résultat                      |
| ------------------ | ------------------------------ | ----------------------------- |
| Médaille d'or      | Oranje Zwart                   | Vainqueur                     |
| Médaille d'argent  | UHC Hambourg                   | Finaliste                     |
| Médaille de bronze | Bloemendaal                    | Vainqueur Match pour 3e Place |
| 4                  | Royal Daring                   | Perdant Match pour 3e Place   |
| 5                  | Club Egara                     | Éliminé en 1/4 de finale      |
| 5                  | KHC Dragons                    | Éliminé en 1/4 de finale      |
| 5                  | SV Kampong                     | Éliminé en 1/4 de finale      |
| 5                  | Rot-Weiss Köln                 | Éliminé en 1/4 de finale      |
| 9                  | SV Arminen                     | Éliminé en 1/8 de finale      |
| 9                  | Saint Germain HC               | Éliminé en 1/8 de finale      |
| 9                  | KS Pomorzanin Torun            | Éliminé en 1/8 de finale      |
| 9                  | Harvestehuder THC              | Éliminé en 1/8 de finale      |
| 9                  | Real Club de Polo de Barcelona | Éliminé en 1/8 de finale      |
| 9                  | Beeston HC                     | Éliminé en 1/8 de finale      |
| 9                  | Waterloo Ducks HC              | Éliminé en 1/8 de finale      |
| 9                  | Kazan Dinamo HC                | Éliminé en 1/8 de finale      |
| 17                 | Kelburne HC                    | Éliminé au 1er tour           |
| 17                 | Dinamo-Stroitel                | Éliminé au 1er tour           |
| 17                 | Monkstown                      | Éliminé au 1er tour           |
| 17                 | HC Bra                         | Éliminé au 1er tour           |
| 17                 | Atletic Terrassa               | Éliminé au 1er tour           |
| 17                 | Poznań Grunwald                | Éliminé au 1er tour           |
| 17                 | Racing Club de France          | Éliminé au 1er tour           |
| 17                 | East Grinstead HC              | Éliminé au 1er tour           |